# Henri Dujardin
Henri Ursmar Ghislain Dujardin (Binche, 25 oktober 1882 - Morlanwelz, 3 december 1963) was een Belgisch volksvertegenwoordiger.

## Levensloop
Dujardin was beroepshalve leraar. Hij gaf les in Morlanwelz maar ook aan het Institut Supérieur Commercial et Consulaire in Bergen. Hij werd verkozen tot gemeenteraadslid van Morlanwelz in 1921 en bleef dit tot in 1927.
In 1950 werd hij verkozen tot PSC-volksvertegenwoordiger voor het arrondissement Thuin. Hij vervulde dit mandaat tot in 1954.